# Bukovec (hradiště)
Bukovec je pravěké a raně středověké hradiště u stejnojmenné městské části na východním okraji Plzně. Vzniklo během pozdní doby halštatské a na konci osmého století bylo obnoveno Slovany. Jeho areál s částečně dochovaným opevněním je chráněn jako kulturní památka ČR.

## Historie
Hradiště bylo poprvé opevněno v pozdní době halštatské. Na konci osmého století využili Slované zbytky pravěkého opevnění, které nově přestavěli. Lokalita zůstala osídlená během devátého století a zanikla snad v souvislosti s rozvojem hradiště u Starého Plzence.
Bukovecké hradiště pravděpodobně zmínil jako místo původní Plzně Hilarius Litoměřický ve svém kázání z roku 1467. Odborně zkoumáno bylo po roce 1836, kdy ho objevili horničtí prospektoři hraběte Kašpara ze Šternberka.  O pět let později publikoval první plán Franz Xaver Maxmilian Zippe.
Nalezené keramické zlomky datoval Rudolf Turek převážně do sedmého až devátého století. Menší část nálezů pochází z doby halštatské. Kromě keramiky byla na hradišti nalezena řada železných předmětů (nože, závěs s háčkem, dvojkřídlá šipka s tulejkou), nástroje z kostí nebo parohů, perla ze zeleného skla a různé keramické nebo jílovcové přesleny.

## Stavební podoba
Dvoudílné hradiště s celkovou rozlohou 4,15 hektaru se nachází na ostrožně Holého vrchu nad pravým břehem Berounky. Vnitřní hradiště chránila mohutná hradba, ze které se dochoval obloukovitě vedený a průkopy poškozený val vysoký až čtyři metry. Za ním se nacházela plošina označovaná jako akropole. Ostatní strany byly chráněny strmými svahy a podle dochovaných teras také nějakým lehčím opevněním.
Předhradí o rozloze 2,55 hektaru se nacházelo na východní straně. Z jeho opevnění se dochoval pouze 213 metrů dlouhý příkop hluboký půl metru. Na jižním konci, kde nedosahuje k okraji ostrožny, se předpokládá existence brány. Opevnění bočních stran tvořila nejspíše jen palisáda. Podle odlišných stavebních technik použitých k budování hradeb byl základ vnitřní hradby postaven již v halštatské fázi osídlení, zatímco vnější opevnění vzniklo až v raném středověku. Vzhledem k jeho lehčímu provedení se uvažuje pouze o občasném využívání prostoru předhradí.

## Přístup
Přímo přes hradiště vede červeně značená turistická trasa z Doubravky do Chrástu.